# Maay
Maay (Af-Maay; auch Maay-Maay) ist eine Variante des Somali, die vor allem im Süden Somalias gesprochen wird.
Sie unterscheidet sich wesentlich von der im Norden gesprochenen Variante Maha Tiri/Af-Maxaa, auf der das Standard-Somali basiert. Zu den Sprechern des Maay zählen der Clan der Rahanweyn, die somalischen Bantu und weitere Gruppen, die auch als Sab zusammengefasst werden. Angaben zur Zahl der Sprecher schwanken zwischen 594.000 und 1,5 Millionen. Die Dialekte Tunni, Jiidu, Dabarre und Garre werden teils als Dialekte des Maay, teils als eigenständige Somali-Dialekte aufgefasst.
Da das Maay gewisse lautliche Unterschiede zum Standard-Somali aufweist, wurde eine eigene Verschriftung mit dem lateinischen Alphabet erarbeitet, das sogenannte Maay-Alphabet (Alif Maay).
Gemäß der somalischen Übergangsverfassung von 2004 ist Somali, mit Maay wie Maha Tiri, Amtssprache Somalias.

## Unterschiede zur somalischen Standardsprache
Anders als die somalische Standardsprache kennt das Maay die Laute X /ħ/ und C /ʕ/ nicht. B, D, G und N werden deutlicher gesprochen, aber nicht doppelt geschrieben; nur LL und RR treten als Doppelkonsonanten auf. Die Laute P, JH, GH, NG und YC (auch NY oder GN) /ɲ/ kommen nur im Maay vor.